# Косьма, Григорий Александрович
Григорий Александрович Косьма (1929 год, Украина — 1993 год) — бригадир тракторной бригады Джетыгаринской МТС Кустанайской области, Казахская ССР. Герой Социалистического Труда (1957).
В 50-е годы XX столетия по комсомольской путёвке прибыл в Казахстан на освоение целины. Трудился трактористом, бригадиром тракторной бригады Джетыгаринской МТС.
В 1956 году собрал и намолотил в среднем по 18 центнеров зерновых с каждого гектара. Указом Президиума Верховного Совета СССР от 11 января 1957 года за особо выдающиеся успехи, достигнутые в работе по освоению целинных и залежных земель, и получение высокого урожая удостоен звания Героя Социалистического Труда с вручением ордена Ленина и золотой медали «Серп и Молот».
Избирался членом ЦК ВЛКСМ.
Позднее трудился управляющим 1-го отделения совхоза «Камышнинский» Камышнинского района.
Скончался в 1993 году.